# Immer nur träumen
Immer nur träumen – dziesiąta płyta zespołu Die Flippers wydana w roku 1980.

## Lista utworów
1. Denn ein Bild kann nicht reden – 3:02
2. Mykonos – 5:20
3. Ich glaub´daß Liebe mehr ist – 4:08
4. Daddy´s kleines Mädchen – 3:11
5. Immer nur Träumen – 3:15
6. Hey Jamaica Mama – 3:08
7. Die Nacht der tausend Rosen  – 3:49
8. Isabell – 4:02
9. Lieber arm und allein – 3:27
10. Du, ich fang noch einmal an – 3:04
11. Gold in Kalifornien – 2:30
12. Weiße Lady, Goodbye – 4:08